# 7e arrondissement de Cotonou
Pour les articles homonymes, voir 7e arrondissement.
Le 7e arrondissement de Cotonou est l'un des treize arrondissements de la commune de Cotonou dans le département du Littoral au Bénin.

## Géographie
Le 7e arrondissement de Cotonou est situé dans le Sud du Bénin et compte douze quartiers que sont Gbedomidji (maro Militaire), Gbenan, Gbewa (batito), Sedami, Sedjro, Todote, Yevedo, Dagbedji, Enagnon, Fignon, Missite et Sehogan.

## Démographie
Selon le recensement de la population de 2013 conduit par l'Institut national de la statistique et de l'analyse économique (INSAE), le 7e arrondissement de Cotonou compte 27 535 habitants.

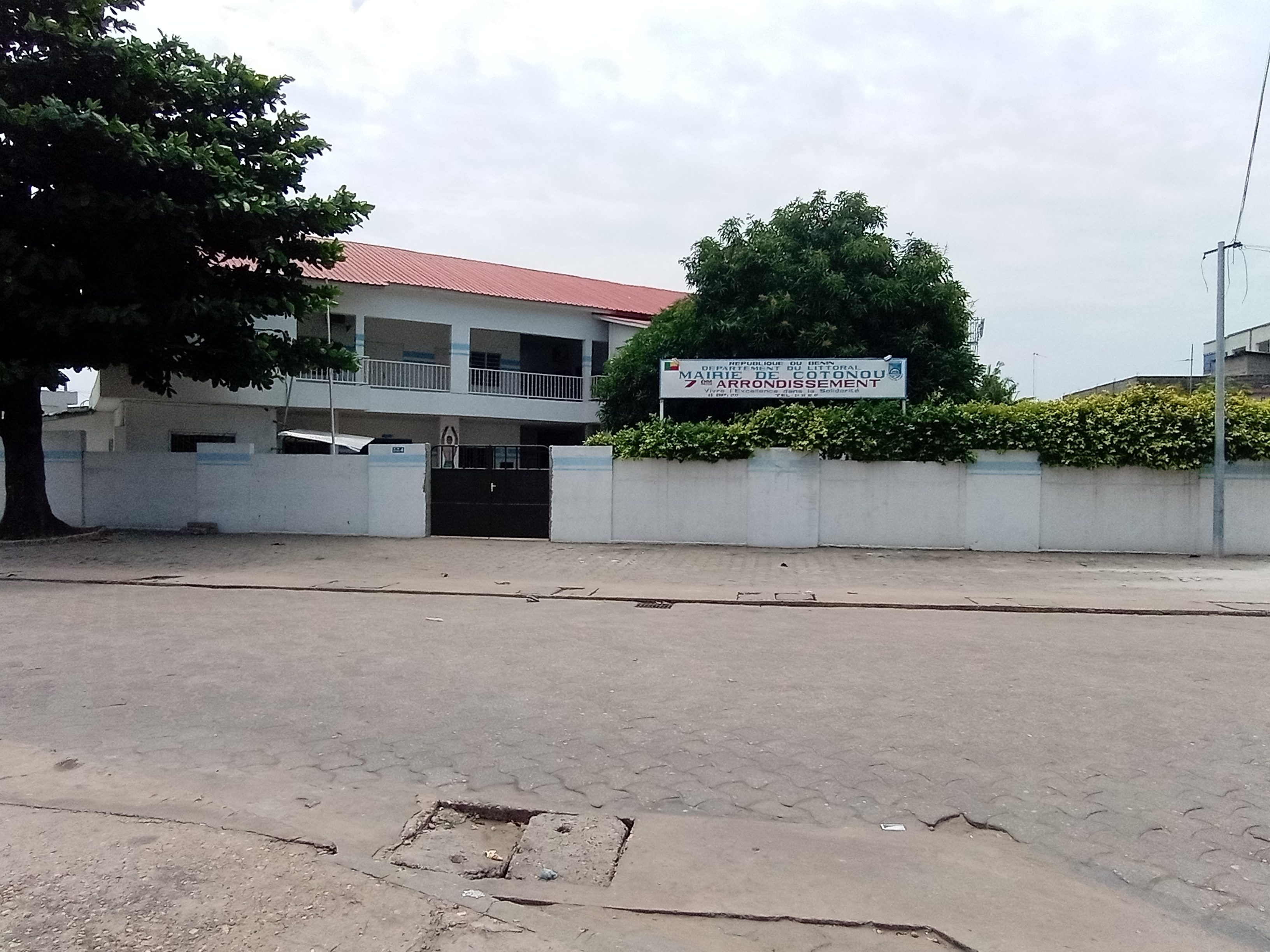
Bâtiment du 7ème Arrondissement de Cotonou
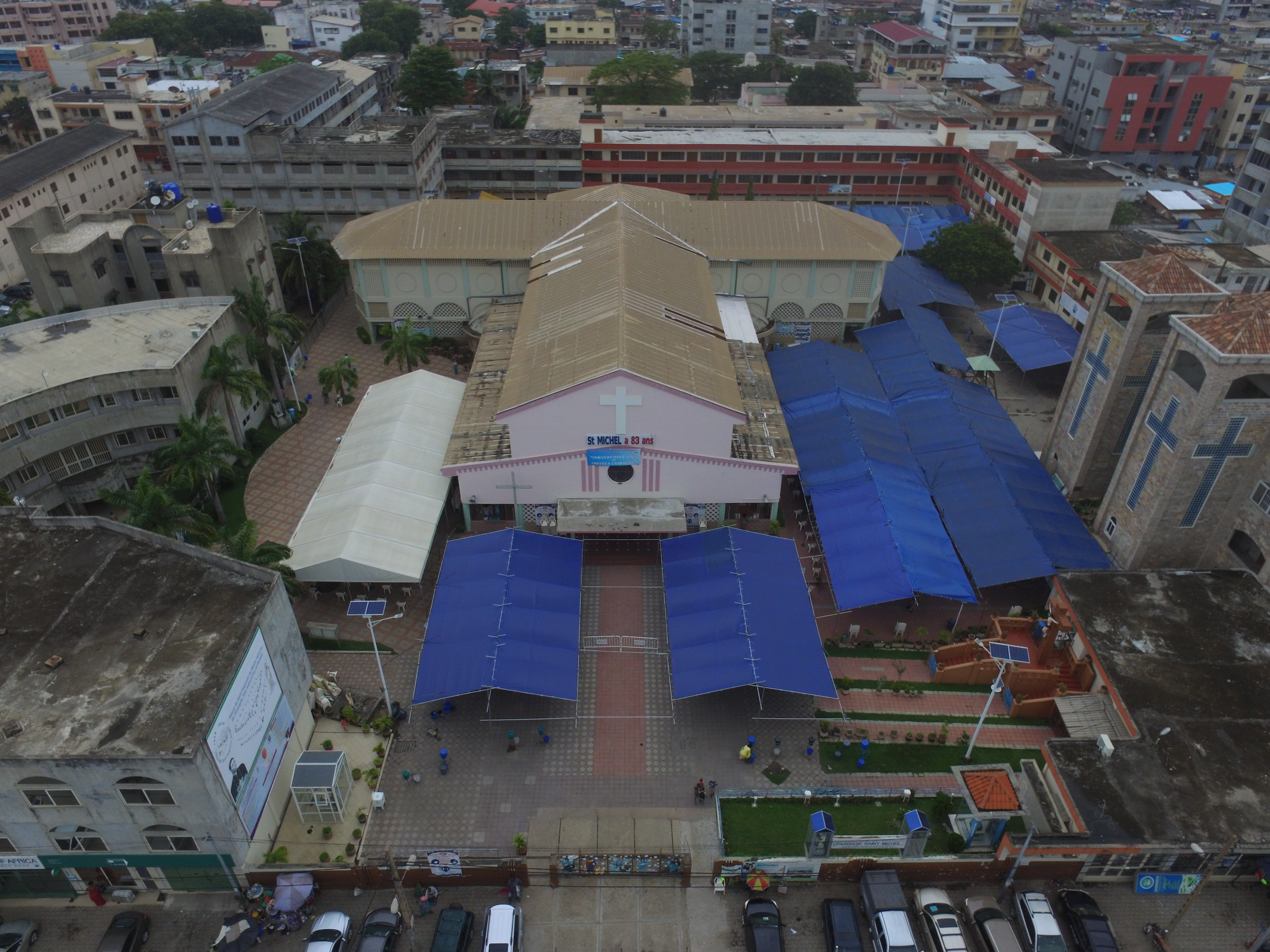
Église Saint Michel Gbeto de Cotonou, Benin